# Jean-Christophe Debu
Pour les articles homonymes, voir Debu.
Jean-Christophe Debu est un footballeur professionnel français né le 7 juillet 1964 à Dreux. Il évoluait au poste de défenseur, et plus spécifiquement comme latéral gauche. Il a disputé 225 matchs dans le championnat de France de Division 1. Il est entraineur des moins de 19 ans du Toulouse Football Club.

## Biographie

### Joueur
Après avoir commencé sa carrière au Racing Club de Paris, qui devient le Matra Racing au cours de l'été 1986, Jean-Christophe Debu porte les couleurs du Toulouse FC et du SC Bastia. Il quitte le football professionnel en 1996, mais poursuit sa carrière de footballeur dans les rangs amateurs sous les couleurs de Blagnac, en CFA 2 jusqu'en 2000.

### Entraineur
Il devient par la suite entraîneur, d'abord à Castelnaudary de 2000 à 2003, puis à Colomiers jusqu'en 2007, à Balma, en CFA, jusqu'en 2010. Il est ensuite entraineur des moins de 19 ans du Toulouse Football Club.

## Palmarès
- Champion de France de Division 2 en 1986 avec le Racing Club de Paris
- Finaliste de la Coupe de la Ligue en 1995 avec le Sporting Club de Bastia